# إيلين يونغ
إيلين يونغ (بالإنجليزية: Ellen Young)‏ هي كاتِبة وشاعرة أسترالية، ولدت في 1810، وتوفيت في 1872.